# Eldkronekolibri
Eldkronekolibri (Sephanoides sephaniodes) är en fågel i familjen kolibrier.

## Utbredning och systematik
Fågelns utbredningsområde är i mellersta Chile och Argentina, Tierra del Fuego samt på Juan Fernández-öarna, som den delar med juanfernandezkolibrin. Den behandlas som monotypisk, det vill säga att den inte delas in i några underarter.

## Status och hot
Arten har ett stort utbredningsområde, men tros minska i antal, dock inte tillräckligt kraftigt för att den ska betraktas som hotad. Internationella naturvårdsunionen IUCN listar arten som livskraftig (LC).